# 最後の事件
「最後の事件」（さいごのじけん、The Final Problem）は、イギリスの小説家、アーサー・コナン・ドイルによる短編小説。シャーロック・ホームズシリーズの一つで、56ある短編小説のうち24番目に発表された作品である。イギリスの『ストランド・マガジン』1893年12月号、アメリカの『マクルーア・マガジン』1893年12月号に発表。同年発行の第2短編集『シャーロック・ホームズの思い出』(The Memoirs of Sherlock Holmes) に収録された。

## あらすじ

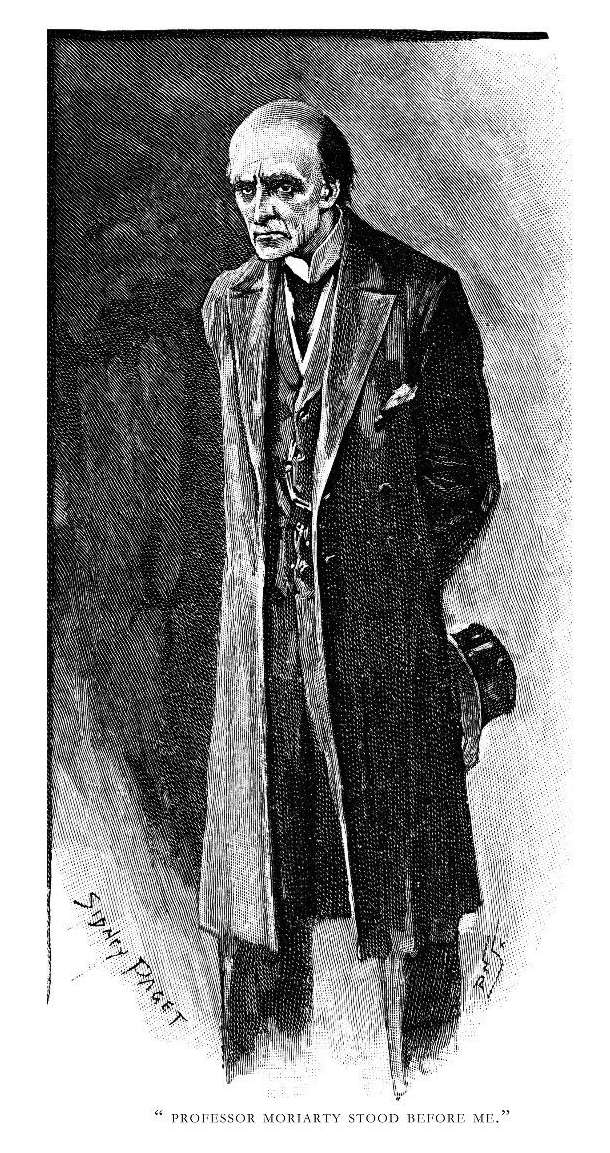
モリアーティ教授 - シドニー・パジェット画、『ストランド・マガジン』掲載の挿絵

この事件は、私立諮問探偵のシャーロック・ホームズに関する、最後の物語である。
1891年4月24日、伝記作家で医師のジョン・H・ワトソンの医院へ、ホームズが突然姿を現した。ホームズは診察室の鎧戸を閉め、空気銃を警戒していると説明する。そして、1週間ほど大陸へ出かけるので同行して欲しいと頼む。事情を尋ねるワトソンに対し、ホームズは自らの宿敵であるジェームズ・モリアーティ教授について語る。モリアーティは21歳で二項定理に関する論文を書き評判になった天才で、大学の数学教授を務めたこともあった。一方で犯罪者としての素質を開花させ、ついには「犯罪界のナポレオン」と評すべき存在になったのである。現在では多数の手下を組織し、ロンドンで発生する悪事の半分と、未解決事件のほとんどに関わっているという。
ホームズは自身と対等の能力を持つ教授と渡り合い、激しい闘争の末、その周囲へ網を張りめぐらせることに成功する。3日後には網が閉じられ、教授をはじめとする組織の構成員が残らず警察に逮捕されるところまでこぎつけたのである。網の存在に気付いた教授は、今朝ベーカー街221Bのホームズの部屋を訪れた。教授は手を引くように要求し、さもなければ破滅だと恫喝する。ホームズは、教授を破滅させられるなら自らの破滅も受け入れると応じ、二人の会見は終わった。
会見後、ホームズの命を狙った教授の手下からの襲撃が始まる。ホームズは、警察が行動を起こせるようになる3日後まで大陸で身を隠すことに決め、ワトソンに同行を頼みに来たのである。ワトソンは頼みを引き受け、今夜は泊まっていくよう勧める。ホームズは家に迷惑が掛かるからと辞退し、翌日ヴィクトリア駅で合流する方法を伝えると、塀を乗り越えて姿を消した。
翌朝、ワトソンはホームズの指示通りに複雑な経路で移動した後、大柄な御者の馬車に乗って駅へ辿り着く。指定された列車の客室には、イタリア人の老神父がいるだけでホームズの姿はない。発車の寸前、老神父が変装を解き、ホームズの姿となる。驚くワトソンに、ホームズは用心のための変装だと説明し、周囲を警戒する。動き出した列車の窓からは、列車を止めさせようと追いすがる教授の姿が見えた。二人は教授の追跡から、ぎりぎりで逃れることに成功したのだ。
ホームズは昨晩221Bの部屋へ放火されたこと、ワトソンを乗せた大柄な御者は兄のマイクロフトであったことなどを話した後、教授が特別列車を用意させて追跡してくると予想する。このままでは港で大陸への船を待つ間に追いつかれるため、途中駅で降りて姿を隠すことに決める。荷物を残して下車した二人が身を隠している前を、教授を乗せた特別列車が走り抜けていった。
3日後、ストラスブールに到着していた二人は、警察と電報で連絡を取り、組織を壊滅させたが教授だけは取り逃してしまったことを知る。ホームズは教授がすべてを賭けてでも自分に復讐すると考え、ワトソンに巻き込まれないうちにロンドンへ帰るよう勧める。しかし、ワトソンにはこの勧めを受け入れる気がまったくなかった。二人は旅を続けることに決め、ジュネーヴへ向かう。1週間後、二人はマイリンゲンに到着して一泊する。そして翌日の1891年5月4日、ローゼンラウイへ向かう途中で、ライヘンバッハの滝を見物に立ち寄ったのである。
滝を見物する二人のもとへ、マイリンゲンの宿からの手紙を持ったスイス人の若者がやってくる。手紙によれば、末期の結核を患っているイギリス人女性が宿に到着したが、喀血して危篤状態になったのだという。同国人の医師であるワトソンに、女性を診て欲しいとの頼みであった。ワトソンはこの頼みを断ることができず、引き返すことに決める。ワトソンはホームズを残していくことをためらうが、話し合いの結果、別行動をとり夕方にローゼンラウイで合流することになる。ワトソンが引き返す途中で振り返ると、ホームズは岩に寄りかかり、腕組みをしながら滝を眺めていた。これが、ワトソンがホームズの姿を見た最後になったのである。

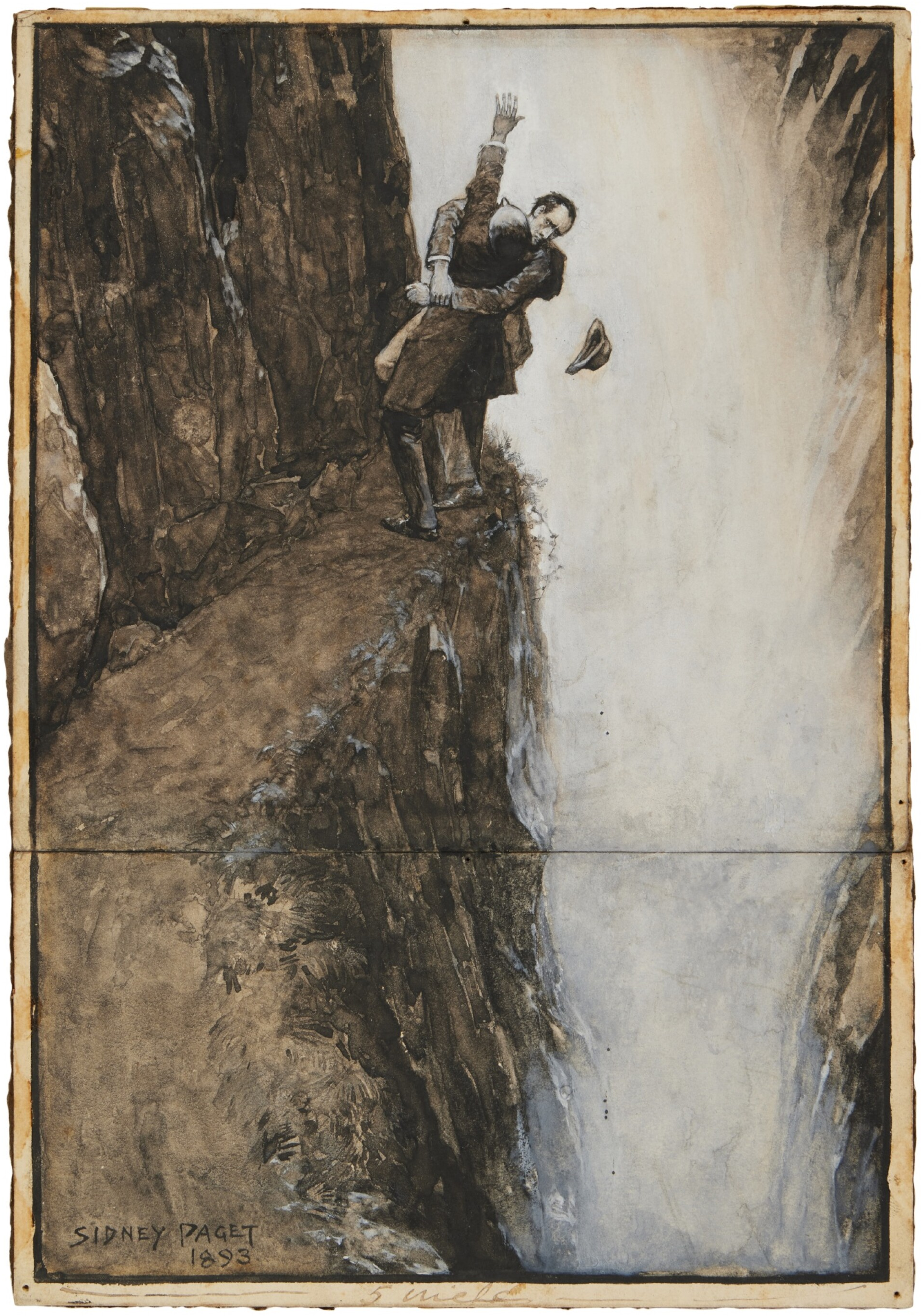
ホームズとモリアーティの最期 - シドニー・パジェット画、『ストランド・マガジン』掲載の挿絵

マイリンゲンに戻ったワトソンは、病気のイギリス人女性が存在していないことを知る。途中で滝へ向かう人影を見ていたこともあり、不安に駆られたワトソンは急いでライヘンバッハの滝へ走ったが、そこにホームズの姿はなく、使っていた登山杖が残されているだけだった。登山杖が残された場所から先は、滝の間近まで続き断崖で行き止まりとなる小道になっていて、小道には2組の足跡だけがくっきりと残されている。どちらの足跡も滝へと向かっていて、戻っている足跡はない。小道の行き止まり付近は踏み荒らされ、争いの痕跡が残されている。ワトソンは大声で叫んでみるが、滝の轟音が帰ってくるだけであった。
登山杖の近くにホームズの銀製シガレット・ケースがあり、その下には手紙が残されていた。手紙には、眼前にいるモリアーティ教授の厚意でこの手紙を書いていること、マイリンゲンからの知らせは嘘だと分かっていたがあえてワトソンを戻らせたこと、このような結末こそが自身にふさわしいと考えていることなどが記されていた。ホームズからワトソンに宛てた、別れの挨拶であった。
その後の調査で、ホームズと教授は格闘の末に滝壷へ転落したのだろうと結論付けられた。ライヘンバッハの滝壷には、最も危険な犯罪者と、最も優れた法の擁護者が、ともに眠っているのである。
ホームズ自身が没したので、ワトソンは物語の執筆に当たって彼の許可は取っていない。にも拘らず著されたのは、モリアーティを擁護する者達が、ホームズを中傷し出したので、それに対抗する為だった、と末尾でワトソンは記している。

## 反響
『ストランド・マガジン』に「最後の事件」が発表され、ホームズの死が明らかになると、世間は大騒ぎとなった。ホームズの死を悼んで外出の際に喪章を着けた人々が多数いたこと、連載誌『ストランド・マガジン』は20000人以上の定期購読者を失ったこと（抗議の解約か、“ホームズシリーズが載らないのなら読んでても仕方がない”と解約されたのかは不明）、ドイルに対して抗議や非難・中傷の手紙が多数送られたことなどが知られている。ドイルは後に、自分が現実で殺人を犯した場合でも、これほど多数の悪意に満ちた手紙を受け取ることはなかったはずだと記している。
ホームズの死は他の雑誌でも取り上げられた。『スケッチ』では「悲劇的な死」と評され、『パンチ』では目撃証言などホームズの死を確認できる証拠がないという指摘がされた。『ストランド・マガジン』を創刊したジョージ・ニューンズは、雑誌の売り上げに大きな影響を与えることから、株主に対して「とんでもない出来事」と話している。
「最後の事件」発表後、ドイルは読者や出版社からホームズを復活させるよう幾度となく要望されることになる。しかし、ドイルは長期間にわたりこの要望を拒絶し続けた。やがて様々な要因からドイルはシリーズの執筆を再開することになるが、ホームズが再登場した1901年の長編『バスカヴィル家の犬』は、「最後の事件」の2年前に発生した事件だった。ホームズが本当に「復活」するのは1903年の短編「空き家の冒険」で、「最後の事件」の発表から10年近く（9年10ヵ月）が経過していた。

## ワトスンは健忘症？
作中、ホームズからモリアーティ教授について尋ねられたワトスンは、聞いたこともないと答えた。一方、長編『恐怖の谷』は「最後の事件」より前に発生した出来事だが、この長編でのワトスンは既にモリアーティ教授の存在を知っているのである。延原謙は『恐怖の谷』の解説で、「最後の事件」が1893年、『恐怖の谷』が1915年の発表であることから、こうした指摘は揚げ足取りであるとしつつ、「そこでワトソニアンは、ワトスンの健忘症を口惜しがるのである」と記した。この矛盾に対して、シャーロキアンにより様々な説が提示されている。
言及が多いのは、ホームズとワトスンの会話が、実際にはもっと前に交わされたもので、物語の構成を考慮し、読者への説明のためにここへ挿入されたのだとする説である。ベアリング＝グールドがジョン・ダーデスやG・B・ニュートンの説として紹介し、中津十三も同様の解釈である。
瀬能和彦はこの説と、もうひとつ別の説に言及している。これはモリアーティが二人いたとの説で、「最後の事件」は『恐怖の谷』より先に起きていたとする。そして、『恐怖の谷』に登場するのは教授の兄で同名のジェームズ・モリアーティ大佐だったとする解釈である。
我孫子栄一の説でも、『恐怖の谷』と「最後の事件」に登場するモリアーティ教授は、別人である。我孫子の説では、『恐怖の谷』の時点で、組織の首領が教授ではなかったとする。この首領は、「最後の事件」が発生する前、首領と犯罪組織との繋がりが証明される前に、死亡してしまう。そして、片腕を務めていた教授が組織の後継者となった。このため、ワトスンは「最後の事件」の時点では、死亡した首領の名は知っていたが、後継者となった教授のことは知らなかったのである。それから20年後、ワトスンは『恐怖の谷』を執筆したが、黒幕として首領の名を出すことは、犯罪組織との繋がりが証明されていないためできない。そこで、やむなくもう一度教授の名を使ったのだとする解釈である。

## モリアーティ謀殺説
この短編はモリアーティ教授によるホームズの追跡劇が大部分を占めているが、実際は教授がホームズを追跡していたのではなく、ホームズが教授を誘い出していたのだとする説がある。この説では、ワトスンを複雑な経路で駅へ向かわせたり、ホームズが変装したり、途中下車で行先を変更したりしたのは、誘い出す罠だと教授に見抜かれないための偽装である。ホームズは他にわざと手がかりを残し、教授が自らを追跡するよう仕向けたのだった。
ウォルター・P・アームストロング二世は、警察の能力では教授を逮捕するのが不可能であること、かといってイギリス国内で教授を殺してしまうわけにもいかないことから、ホームズが自らを囮として国外の人目のつかない場所へ教授を誘い出し、決着をつけたのだとしている。
平賀三郎も、ホームズの行動には不自然な点が多く、追跡を期待しているようにも見えると指摘している。ホームズはスコットランド・ヤードが教授を取り逃がすことを想定し、自らの手で決着をつけるバックアップ作戦を用意していてもおかしくはない。こうした背景から、「ホームズによるモリアーティ謀殺説は非常に説得力がある」と結論付けている。
曽根晴明も「モリアーティ謀殺説」を支持し、もともとはライヘンバッハの滝ではなくゲンミ峠に誘い出す予定だったと推測している。

## グラナダ・テレビ版
イギリスのグラナダ・テレビが製作したテレビドラマ『シャーロック・ホームズの冒険』では、第2シリーズ最終話（通算第13話）として「THE FINAL PROBLEM」（最後の事件）が放映された。クライマックスの撮影は、実際にライヘンバッハの滝で行われた。ホームズと教授に扮した二人のスタントマンが転落するシーンは、『デイリー・ミラー』紙で「これまでテレビでは見たことのない迫力シーン」、『サンデー・タイムズ』紙で「史上最高の転落」などと評されている。
元々シリーズ最終作のはずだった原作と違い、「空き家の冒険」に続くことを踏まえており、スイスのロケでは次のシリーズ用の撮影も行われた。つまり、「空き家の冒険」以降はワトスン役がデビッド・バークからエドワード・ハードウィックにバトンタッチされたため、「最後の事件」ラストシーン及び「空家の怪事件」冒頭のホームズの名を呼び続ける回想シーンは同現場で新旧ワトソン役による同一シーンが収録されていたことになる。しかし、「最後の事件」の映像と「空家の怪事件」の映像で、ホームズの残した登山杖と手紙の置き場や、ワトソンの立ち位置が、明らかに異なっている。